# Lista de estrelas de nêutrons

## 0-9
- 1E 1048.1-5937
- 4U 0142+61

## C
- Cen X-3

## P
- PSR 1829-10
- PSR 1913+16
- PSR 1919+21
- PSR B0329+54
- PSR B1257+12
- PSR B1620-26
- PSR B1828-10
- PSR B1937+21
- PSR J0108-1431
- PSR J0437-4715
- PSR J0537-6910
- PSR J0737−3039
- PSR J1748-2446ad
- PSR J1903+0327
- PSR J2144-3933

## S
- SAX J1808.4-3658
- SGR 1806-20
- SGR 1900+14